# Anisostachya puberula
Anisostachya puberula är en akantusväxtart som beskrevs av Raymond Benoist. Anisostachya puberula ingår i släktet Anisostachya och familjen akantusväxter. Inga underarter finns listade i Catalogue of Life.